# Грбови рејона Костромске области
Грбови рејона Костромске области обухвата галерију грбова административних јединица руске области Костромске области, са статусом градских округа и рејона, те њихове историјске грбове (уколико их има).
Већина грбова настала је након успостављања Руске Федерације и Костромске области, као њеног саставног субјекта.

## Грбови округа и рејона
- Грб рејона 
 Антроповски
- Грб рејона 
 Бујски
- Грб рејона 
 Вохомски
- Грб рејона 
 Гаљички
- Грб рејона 
 Кадијски
- Грб рејона 
 Кологривски
- Грб рејона 
 Костромски
- Грб рејона 
 Красносељски
- Грб рејона 
 Макарјевски
- Грб рејона 
 Мантуровски
- Грб рејона 
 Межјевски
- Грб рејона 
 Њејски
- Грб рејона 
 Њеретски
- Грб рејона 
 Октобарски
- Грб рејона 
 Острвски
- Грб рејона 
 Павински
- Грб рејона 
 Парфењевски
- Грб рејона 
 Поназиревски
- Грб рејона 
 Пишчушки
- Грб рејона 
 Солигалички
- Грб рејона 
 Судиславски
- Грб рејона 
 Сусанински
- Грб рејона 
 Чухломски
- Грб рејона 
 Шарински